# Father Brown (série de TV de 2013)
Father Brown (no Brasil: Padre Brown) é uma série de televisão britânica de detetive histórica vagamente baseada nos contos de Father Brown, de G. K. Chesterton, estrelando Mark Williams como o padre católico romano que soluciona crimes. A transmissão começou na BBC One em 14 de janeiro de 2013. Em abril de 2023, a BBC confirmou que as filmagens de uma 11ª temporada haviam começado, para transmissão em janeiro de 2024, e também confirmou o retorno de Lorna Watson como Irmã Boniface.  O comissionamento das séries 12 e 13 foi confirmado em abril de 2024. 

## Sinopse
A série se passa na Inglaterra no início da década de 1950. Padre Brown é o padre da Igreja Católica de Santa Maria, na vila fictícia de Kembleford, localizada em Cotswolds, em uma paróquia desconhecida. 
A Grã-Bretanha está lutando contra as consequências da Segunda Guerra Mundial, o racionamento ainda está em vigor, a coroação da Rainha Elizabeth II ocorreu, a pena de morte ainda não foi abolida e a homossexualidade e o aborto ainda são ilegais. Um homem empático e de inteligência aguçada, o Padre Brown resolve casos de assassinato quando membros de sua paróquia estão envolvidos, quando as circunstâncias são estranhas o suficiente para despertar seu interesse ou quando sua ajuda é solicitada diretamente. Durante suas investigações, ele ocasionalmente negligencia seus deveres paroquiais mais mundanos. 
Ele é frequentemente auxiliado pela secretária paroquial, Bridgette McCarthy (Temporada 1–9), e sua governanta, Susie Jasinski (somente Temporada 1). Às vezes, ele também é auxiliado pela socialite Lady Felicia Montague; seu motorista, Sid Carter (um ex-criminoso); e sua sobrinha, Bunty Windermere. Na temporada 10, ele é auxiliado por Isabel Devine, sua nova secretária paroquial, e Brenda Palmer, sua governanta.
O interesse do Padre Brown em casos locais e seu hábito de oferecer conselhos e apontar pistas muitas vezes irritam o inspetor de polícia local. O Padre Brown não nutre nenhuma animosidade pela polícia, mas frequentemente os envergonha com suas investigações. 
Durante a Primeira Guerra Mundial, o Padre Brown serviu no Regimento de Gloucestershire do Exército Britânico; ele serviu no mesmo regimento na Segunda Guerra Mundial como capelão. Suas experiências como veterano, juntamente com sua vocação como padre, lhe dão grande compreensão da natureza humana, bem como um desejo de oferecer perdão e redenção, desejando servir ao seu conceito de justiça em vez de seguir estritamente a letra da lei e condenar os culpados. O Padre Brown é obediente ao Selo de Confissão na Igreja Católica. Ao confrontar criminosos, ele às vezes se oferece para ouvir suas explicações e confissões sem julgamento. Enquanto ele os incentiva a admitir seus crimes às autoridades e aceitar a responsabilidade, ele também promete que não revelará suas ações nem impedirá sua fuga se eles escolherem o contrário, mas só interferirá se eles fizerem algo para prejudicar os outros. 

## Personagens

### Visão geral
| Ator                | Personagem                               | Temporadas  | Temporadas   | Temporadas  | Temporadas  | Temporadas   | Temporadas   | Temporadas   | Temporadas   | Temporadas   | Temporadas   | Temporadas   | Temporadas   |
| Ator                | Personagem                               | Temporada 1 | Temporada 2  | Temporada 3 | Temporada 4 | Temporada 5  | Temporada 6  | Temporada 7  | Temporada 8  | Temporada 9  | Temporada 10 | Temporada 11 | Temporada 12 |
| ------------------- | ---------------------------------------- | ----------- | ------------ | ----------- | ----------- | ------------ | ------------ | ------------ | ------------ | ------------ | ------------ | ------------ | ------------ |
| Mark Williams       | Padre Brown                              | Principal   | Principal    | Principal   | Principal   | Principal    | Principal    | Principal    | Principal    | Principal    | Principal    | Principal    | Principal    |
| Sorcha Cusack       | Sra. Bridgette McCarthy                  | Principal   | Principal    | Principal   | Principal   | Principal    | Principal    | Principal    | Principal    | Principal    | —            | —            | —            |
| Nancy Carroll       | Lady Felicia Montague                    | Principal   | Principal    | Principal   | Principal   | Participação | Participação | Participação | Participação | Participação | Participação | Participação | Participação |
| Alex Price          | Sidney "Sid" Carter                      | Principal   | Principal    | Principal   | Principal   | Participação | Participação | —            | Participação | Principal    | —            | —            | —            |
| Kasia Koleczek      | Zuzanna "Susie" Jasinski                 | Principal   | —            | —           | —           | —            | —            | —            | —            | —            | —            | —            | —            |
| Hugo Speer          | Inspetor/Inspetor Chefe Walter Valentine | Principal   | Participação | —           | —           | —            | —            | —            | Participação |              |              |              |              |
| Keith Osborn        | Sergeant Albright                        | Principal   | —            | —           | —           | —            | —            | —            | —            | —            | —            | —            | —            |
| Tom Chambers        | Inspetor/Inspetor Chefe Edgar Sullivan   |             | Principal    | Principal   | —           | —            | —            | Participação | Participação | —            | Principal    | Principal    | Principal    |
| John Burton         | Sargento Daniel Goodfellow               |             | Recorrente   | Recorrente  | Recorrente  | Principal    | Principal    | Principal    | Principal    | Principal    | Principal    | Principal    | Principal    |
| Jack Deam           | Inspetor Gerald "Gerry" Mallory          |             |              |             | Principal   | Principal    | Principal    | Principal    | Principal    | Principal    | —            | —            | —            |
| Emer Kenny          | A Honorável Penelope "Bunty" Windermere  |             |              |             |             | Principal    | Principal    | Principal    | Principal    | Participação | —            | —            | —            |
| John Light          | Hercule Flambeau                         | Recorrente  | Recorrente   | Recorrente  | Recorrente  | Recorrente   | Recorrente   | Recorrente   | Recorrente   | Recorrente   | Recorrente   | Recorrente   | Recorrente   |
| Ruby-May Martinwood | Brenda Palmer                            |             |              |             |             |              |              |              |              |              | Principal    | Principal    | Principal    |
| Claudie Blakley     | Sra. Isabel Devine                       |             |              |             |             |              |              |              |              |              | Principal    | Principal    | Principal    |

### Elenco

#### Principais
- Padre Brown – Mark Williams (2013–presente): um padre católico romano ligeiramente amarrotado, caótico e de boas maneiras que, se a aparência fosse a única consideração, seria facilmente esquecido. Sua aparente inocência esconde uma inteligência brincalhona e um intelecto aguçado. Sua maior força, tanto como padre quanto como detetive do crime, é seu amor e compreensão pelas outras pessoas. Ele não está lá para julgar, mas para salvar almas. Ele é um veterano da Primeira e da Segunda Guerra Mundial, tendo servido no Regimento de Gloucestershire em cada ocasião (como soldado de infantaria na primeira guerra e como capelão católico na segunda). [4]
- Sra. Bridgette McCarthy nascida Maguire – Sorcha Cusack (2013–2022): secretária paroquial irlandesa em St Mary's. Ela verifica os fatos do Padre Brown, atua como sua confidente nos assuntos oficiais da Igreja e em tudo o mais, é firmemente leal ao Padre Brown e o defende da ira da congregação; ela também garante que ele coma. Ela é instintivamente tacanha e conformista, aderindo à versão mais simples do dogma da Igreja, mas geralmente acaba sendo capaz de conciliar o perdão com seu senso de justiça. Ela tem tendência a se gabar de seus premiados scones de morango. Sra. McCarthy é uma fofoqueira frequente - embora afirme que não é - e compartilha uma relação de amor/ódio com Lady Felicia, embora ambas as mulheres eventualmente admitam ser amigas íntimas. Ela é casada, mas abandona o marido depois que ele volta de ter vivido com outra mulher após a guerra. A Sra. McCarthy não é mais secretária paroquial do Padre Brown, pois deixou Kembleford e voltou para a Irlanda para viver mais perto de sua irmã. [5]
- Lady Felicia Montague nascida Windermere – Nancy Carroll (2013–2016 como personagem principal): uma socialite glamorosa, mas entediada, que vem de uma antiga e nobre família recusante. Ela também é conhecida como Condessa de Montague em virtude de seu casamento com o Conde de Montague, a quem ela chama de "Monty". Ela apoia muitas atividades de caridade locais e reside em uma grande casa senhorial chamada Montague Hall. Lady Felicia está descontente com a indiferença do marido em relação a ela e tem um olhar errante quando o marido está ausente, o que geralmente acontece. Ela é uma aliada fiel do Padre Brown e inimiga frequente da Sra. McCarthy, apesar do respeito relutante entre as mulheres. Embora ela tenha saído no início da 5ª temporada, quando seu marido foi nomeado governador da Rodésia do Norte, ela fez participações especiais na 6ª temporada ("The Face of the Enemy"), em dois episódios da 7ª temporada ("The Great Train Robbery" e "The Honorable Thief"), e na 8ª temporada ("The Celestial Choir"). Ela também apareceu recentemente na 11ª temporada, “The Word of the Condemned”. [6]
- Sidney "Sid" Carter – Alex Price (2013–2016, 2022 como personagem principal): Um trapaceiro habilidoso, Sid é um ocasional comerciante do mercado negro, vigarista e informante de meio período que se torna motorista de Lady Felicia. Padre Brown faz dele o faz-tudo da igreja enquanto tenta mantê-lo no caminho certo. Ele tem um talento único para ser capaz de abrir caminho em qualquer situação, a fim de ajudar Padre Brown a buscar a verdade. Durante seu tempo em Kembleford, ele consegue ganhar a confiança e o respeito do Padre Brown e da Sra. McCarthy, que passam a valorizá-lo como um amigo próximo. Na verdade, no episódio da 5ª série "The Sins of Others", Padre Brown diz que ele é a coisa mais próxima que já teve de um filho. Ele também é conhecido por compartilhar um vínculo estreito com a Honorável Penelope "Bunty" Windermere. Padre Brown muitas vezes depende das habilidades e ligações de Sid com o submundo do crime de Kembleford para ajudá-lo a resolver um caso. Originalmente um personagem regular, ele costuma fazer aparições especiais, principalmente em "The Sins of Others" (temporada 5), "The Tree of Truth" (o Especial de Natal de 2017), "The Face of the Enemy" (temporada 6) e "The River Corrupted" (temporada 8). Na 9ª temporada ele voltou como personagem principal. [7]
- Zuzanna "Susie" Jasinski – Kasia Koleczek (2013): Governanta de meio período do padre Brown, que mora em um campo de reassentamento polonês próximo do pós-guerra. Seu verdadeiro primeiro nome foi revelado no episódio "The Eye of Apollo". [8]
- A Honorável Penelope "Bunty" Windermere – Emer Kenny (2017–2020 como personagem principal): a sobrinha rebelde de Lady Felicia (filha de seu irmão, o visconde Windermere) em busca de refúgio depois de ser fotografada saindo de uma boate desprezível com um homem casado e citada em um processo de divórcio. Ela teve que se adaptar à vida em Kembleford e tornou-se amiga íntima do Padre Brown e da Sra. McCarthy, a quem ela frequentemente se refere simplesmente como 'Sra. M'. Torna-se evidente ao longo da série que as duas mulheres compartilham um respeito mútuo, apesar de muitas vezes estarem em conflito uma com a outra. [9]
- Inspetor/Inspetor Chefe Walter Valentine – Hugo Speer (2013–2014): chefe da força policial local que se vê constantemente dividido entre a admiração secreta pelo Padre Brown e a profunda frustração com ele. Ele gostaria de colaborar, mas muitas vezes foi prejudicado pelo código moral pouco ortodoxo de Brown. Mesmo assim, ele passa a respeitar os métodos de Brown e até admite que, quando for promovido a detetive-inspetor-chefe e se mudar para Londres, poderá sentir falta do padre. Valentine retorna no episódio final da 8ª temporada, "The Tower of Lost Souls". [9]
- Inspetor/Inspetor Chefe Edgar Sullivan – Tom Chambers (2014–2015, 2023–presente): substituiu o Inspetor Valentine no início da segunda série. Sullivan também fica exasperado com a intromissão do Padre Brown, mas acaba sendo conquistado. Ele faz uma aparição especial como oficial do Ramo Especial em "The Sacrifice of Tantalus" (temporada 7) sob o pseudônimo de Inspetor Truman. Ele também aparece no episódio final da 8ª temporada, "The Tower of Lost Souls", tendo sido promovido a Inspetor Chefe. Ele retorna como regular na 10ª temporada. [9]
- Inspetor Gerald "Gerry" Mallory – Jack Deam (2016–2022): substitui o Inspetor Sullivan. Como seus antecessores, ele costuma ser exasperado pelo Padre Brown, a quem ele sarcasticamente chama de "Padre" (em referência ao fato de Brown ter sido capelão militar). No entanto, ele é um detetive de mente muito mais aberta e, às vezes, engenhoso, e persegue pistas com grande entusiasmo, mesmo quando elas o levam a conclusões erradas. No início da 10ª temporada é revelado que Mallory deixou Kembleford, pois foi transferido para a Escócia. [9]
- Sargento Albright – Keith Osborn (2013–2014): fez papel de "dogsbody" para os inspetores Valentine e Sullivan. [9]
- Sargento Daniel Goodfellow – John Burton (2014–presente): continuou bancando o "dogsbody" do Inspetor com envolvimento crescente. Creditado no início da temporada 5. Aprovado no exame para ser Inspetor no final da temporada 10. [9]
- Hercule Flambeau – John Light (2013–presente): o inimigo do Padre Brown; um ladrão de jóias e arte que parece não ter consciência. Ele e Padre Brown se encontraram pelo menos uma vez em cada série; na quarta temporada ele revela que tem uma filha, Marianne Delacroix, que nunca conheceu. A temporada 11 apresenta seu pai. [9]
- Brenda Palmer – Ruby-May Martinwood (2022–presente como personagem principal): uma jovem que se torna a nova governanta do St. Mary's. Ela fez sua primeira aparição no episódio da 9ª temporada "The Wayward Girls", antes de retornar como regular na 10ª temporada. [9]
- Sra. Isabel Devine – Claudie Blakley (2022–presente): uma viúva entusiasta de mistérios, que substitui a Sra. McCarthy como secretária paroquial. Ela mantém um relacionamento não tão secreto com o Inspetor Chefe Sullivan. [9]

#### Recorrentes
- Bispo Talbot – Malcolm Storyteller (2013–2015): apareceu em três episódios. Talbot é o superior do Padre Brown e não gosta de suas investigações, mas o respeita por resolver os mistérios. Em "The Daughter of Autolycus", sua morte foi mencionada. Ele é sucedido pelo Bispo Reynard (Michael Pennington).
- Harold "Blind 'Arry" Slow – Alan Williams (2017–2020): apareceu em cinco episódios. Slow é o homem de trapos e ossos de Kembleford e também um bêbado. Em "The Darkest Noon", ele menciona que ganhou o apelido de "Blind 'Arry" depois de ser gaseado na Primeira Guerra Mundial, e também menciona que era um sapador. Ele usa várias fileiras de fitas de medalhas e diversas medalhas soltas, sugerindo – se autênticas – uma distinta carreira militar anterior.
- Professor Hilary Ambrose – James Laurenson (2014–2017): apareceu em dois episódios. Ambrose é um estudioso de teologia e amigo do Padre Brown.
- Cônego Damien Fox – Roger May (2016–2022): apareceu em quatro episódios. Ele é cônego da Diocese e se reporta ao Bispo Reynard. Fox não gosta dos modos nada convencionais do Padre Brown.
- Katherine Corven – Kate O'Flynn (2017–2018): apareceu em dois episódios. Em "The Eagle and the Daw", ela estava na prisão por assassinar o marido. O padre Brown ajudou a condená-la e aguardava sua execução. Em "The Jackdaw's Revenge", ela foi inocentada do assassinato do marido quando outra pessoa confessou: mais tarde no episódio, ela morreu com um tiro.
- Daniel Whittaker – Daniel Flynn (2015–2018): apareceu em dois episódios. Whittaker é um agente implacável do MI5 que chantageia Lady Felicia. Em "The Man in the Shadows", ele prendeu Sid sob falsas acusações depois que ele entrou em uma sala do MI5. Em "The Face of the Enemy", ele obrigou Lady Felicia a roubar (por substituição) um rolo de filme de um de seus amantes, um suposto espião soviético, e a prendeu sob falsas acusações. O Padre Brown o convenceu a deixá-la ir.
- Marianne Delacroix – Gina Bramhill (2016–2020). A filha de Flambeau é igualmente hábil em roubar. Dois episódios.
- Gerald Firth/Kalon – Michael Maloney (2013–2022). Fundador e líder da seita Igreja de Apolo. Dois episódios.

## Concepção
A BBC Daytime queria uma série policial local para as tardes dos dias úteis na BBC One. Ideias originais de escritores foram apresentadas, mas a BBC queria algo que fosse menos arriscado e já bem conhecido. Father Brown não era produzido para a televisão britânica desde a produção da década de 1970 estrelada por Kenneth More. O produtor executivo John Yorke teve a ideia depois de ouvir um documentário de rádio sobre G. K. Chesterton apresentado por Ann Widdecombe. 
Os escritores tiveram a opção de adaptar uma história existente ou criar uma ideia original. As histórias de Chesterton foram ambientadas em todo o mundo e em épocas diferentes. Embora metade dos episódios da primeira temporada tenham sido vagamente baseados nas histórias de Chesterton, foi tomada a decisão de restringir o local e a data do programa. 
Cotswolds foi escolhido porque tinha poucos edifícios modernos e ficava perto da base de produção em Birmingham. A década de 1950 foi escolhida porque o detetive podia resolver quebra-cabeças usando sua mente e conhecimento da natureza humana, em vez de depender da tecnologia moderna. Apesar disso, o roteiro às vezes inclui linguagem anacrônica (por exemplo, "proteger a cena do crime", "mojo"). As roteiristas principais, Rachel Flowerday e Tahsin Güner, criaram os personagens coadjuvantes. Outros escritores contribuíram com roteiros independentes que não faziam parte de um arco de história. 

## Produção
A série é uma produção da BBC Studios Birmingham Drama Village e as filmagens para a primeira temporada de dez episódios de Father Brown começaram em Cotswolds no verão de 2012.  A BBC renovou Father Brown para uma segunda temporada de dez episódios em 2013.  Uma terceira série de 15 episódios foi encomendada em 2014.  Uma quarta série de dez episódios foi encomendada em 2015. 

### Filmagem

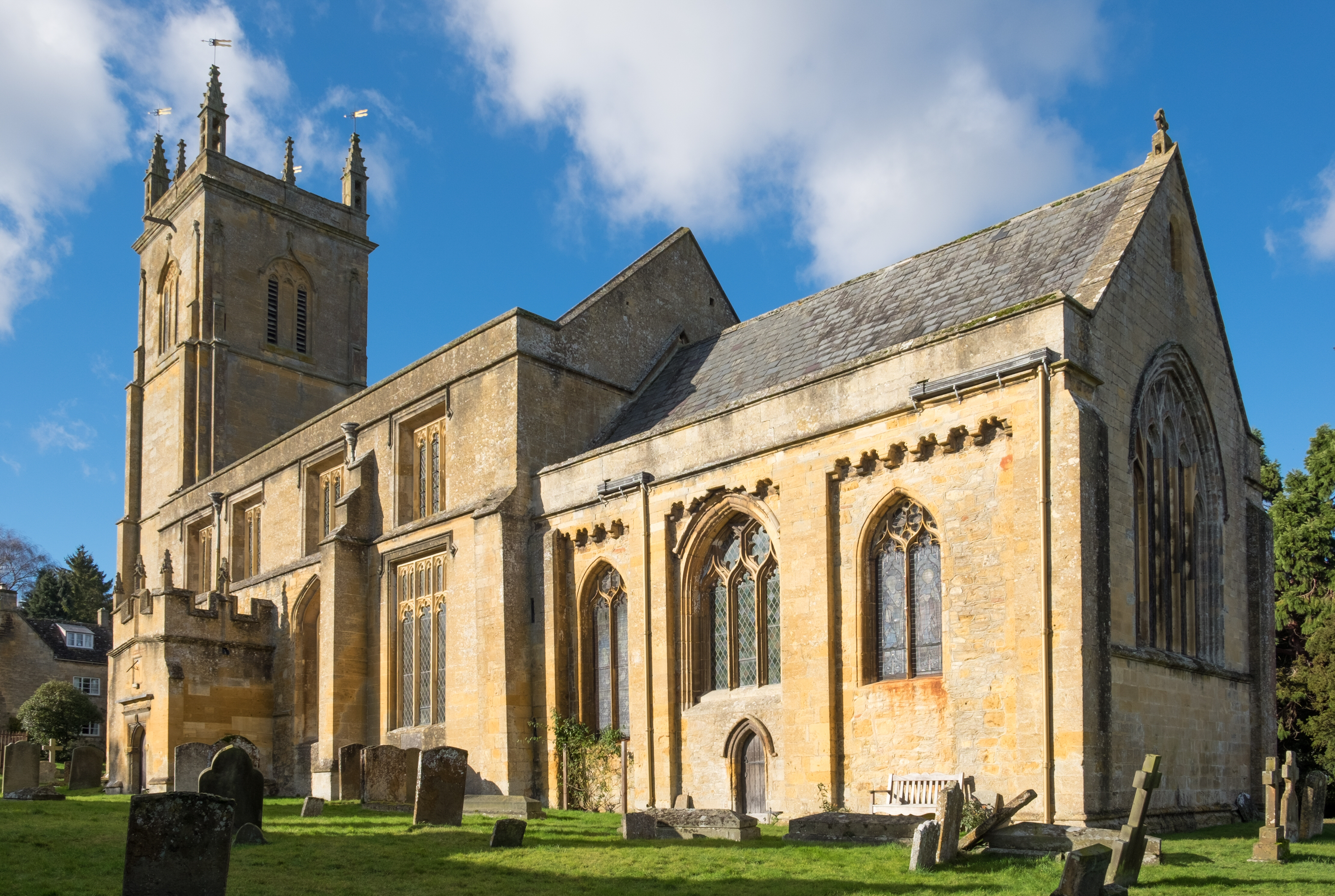
Igreja de São Pedro e São Paulo, Blockley

As filmagens acontecem na vila de Blockley, em Gloucestershire, usando a Igreja de São Pedro e São Paulo, Blockley  (Igreja da Inglaterra) como a igreja católica romana de Santa Maria da série e o presbitério transformado no presbitério da residência do Padre Brown.  Outras vilas utilizadas são Winchcombe, Upper Slaughter, Kemerton e Guiting Power. As filmagens também ocorreram na estação ferroviária de Winchcombe e na estação ferroviária de Toddington, na histórica Gloucestershire Warwickshire Railway. O Castelo de Sudeley foi o local principal de "O Olho de Apolo".  O Princethorpe College, outrora um convento católico, agora uma escola secundária, foi usado como Convento de Santa Inês em "A Noiva de Cristo" (2013). 
As filmagens da segunda temporada incluíram a vila de Ilmington, em Warwickshire. Chastleton House e Berkeley Castle foram usados para retratar o Castelo Pryde no episódio transmitido em 8 de janeiro de 2014.   O Castelo de Kenilworth em Warwickshire forneceu o local para o descanso final do famoso rosário no episódio "Mistérios do Rosário" (2014).  Os jardins da Mansão Snowshill apareceram no mesmo episódio. O episódio "The Time Machine", da terceira temporada, foi baseado na propriedade de Alscot Park, em Warwickshire.
As filmagens também ocorreram no Ashdown WW2 Camp, Evesham, Worcestershire, onde a série de TV Land Girls também foi filmada. Projetado como um acampamento da Segunda Guerra Mundial, o acampamento Ashdown é composto por 11 cabanas Nissen, abrigos antiaéreos e dependências.  Também foram utilizadas a parte da década de 1930 do Shire Hall, Warwick, sede do Conselho do Condado de Warwickshire; a Escola Bloxham em Oxfordshire;  e o Worcester Guildhall.  O antigo hospital de Moreton-in-Marsh foi usado para a nova delegacia de polícia e para a cozinha, escritório e presbitério do Padre Brown.  

### Locais

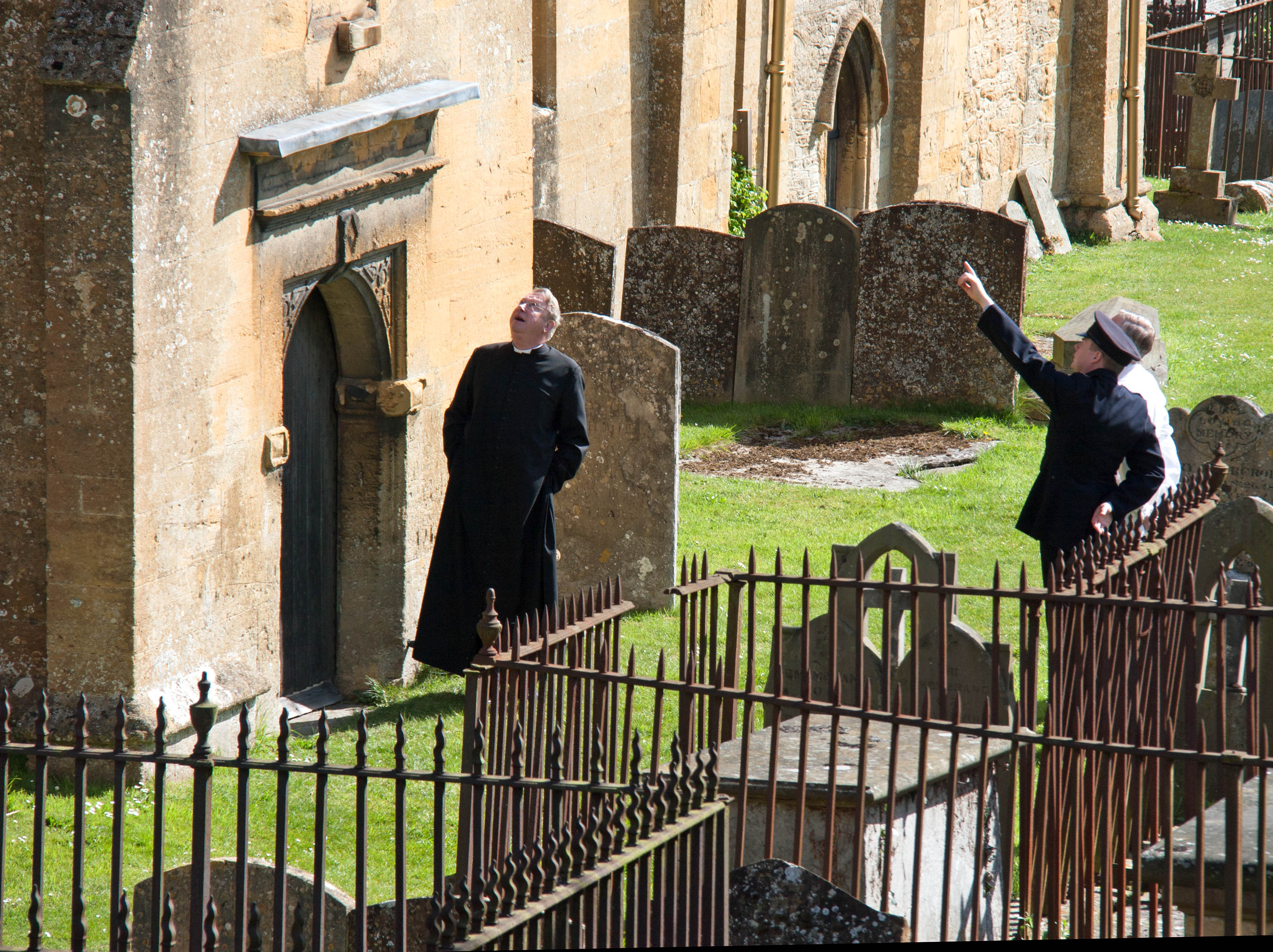
Filmando no cemitério de Blockley
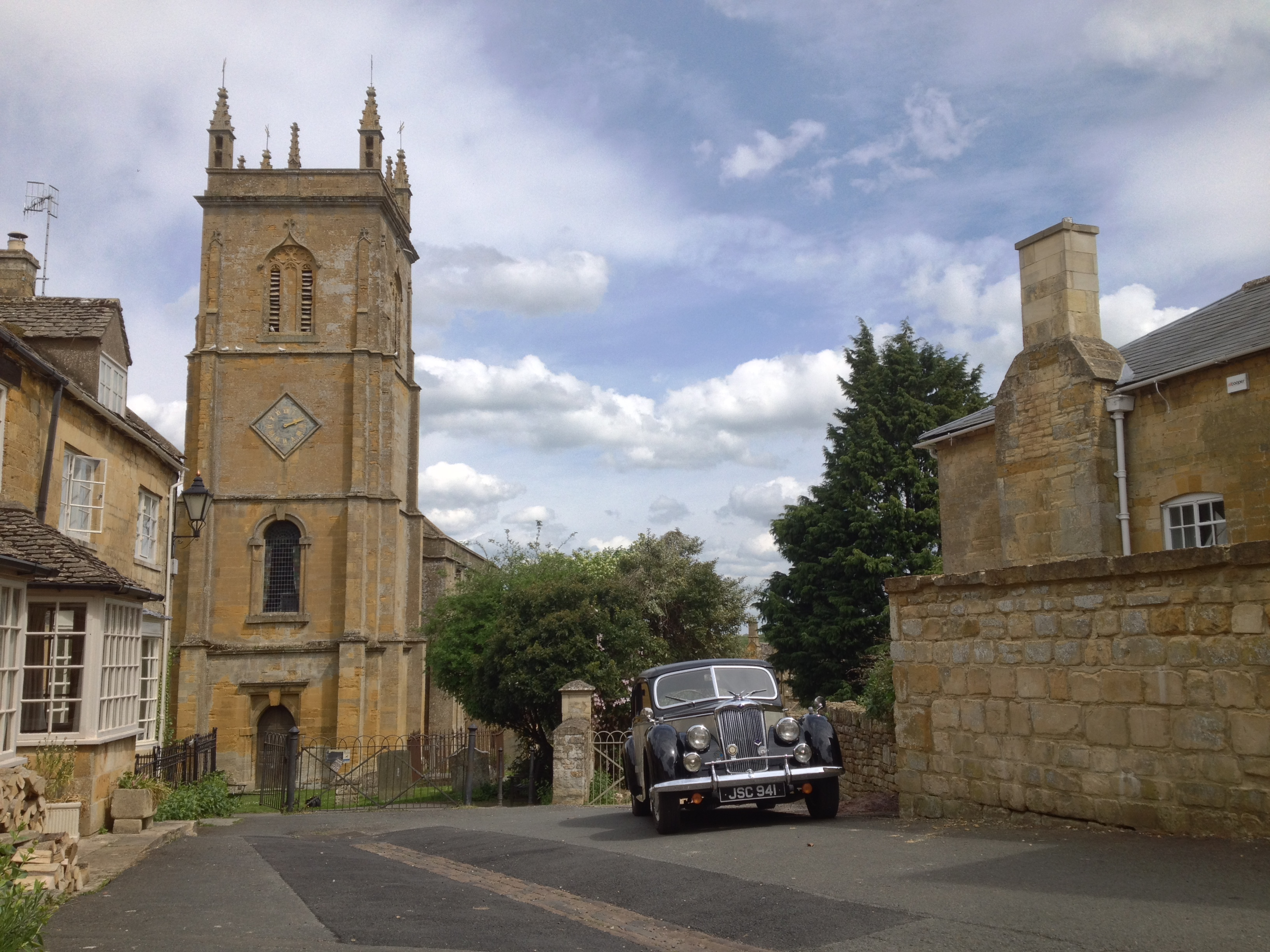
Igreja de São Pedro e São Paulo, Blockley e Riley RMA [28] usada para filmar Father Brown
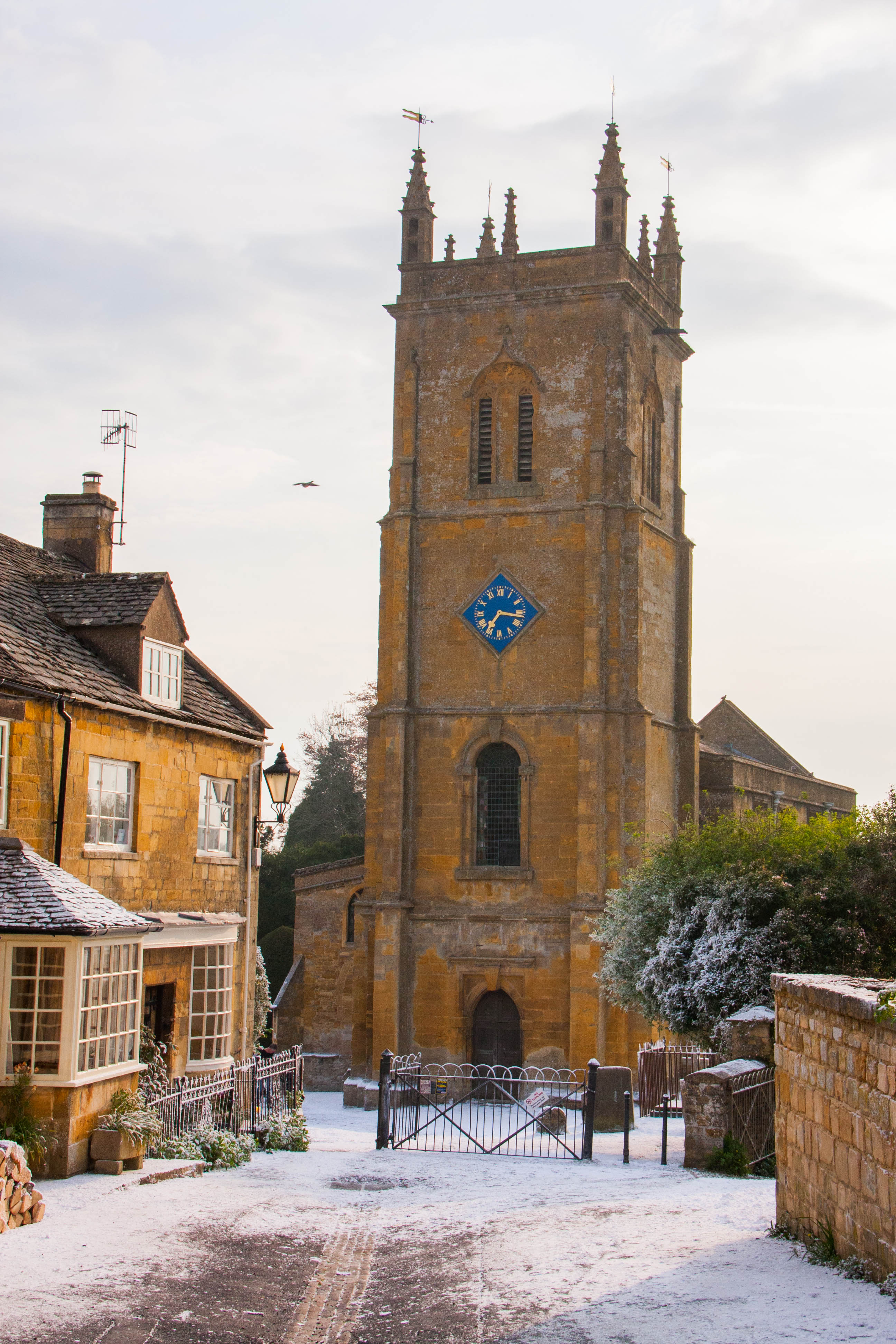
Igreja Blockley com neve artificial (especial de Natal de 2016)
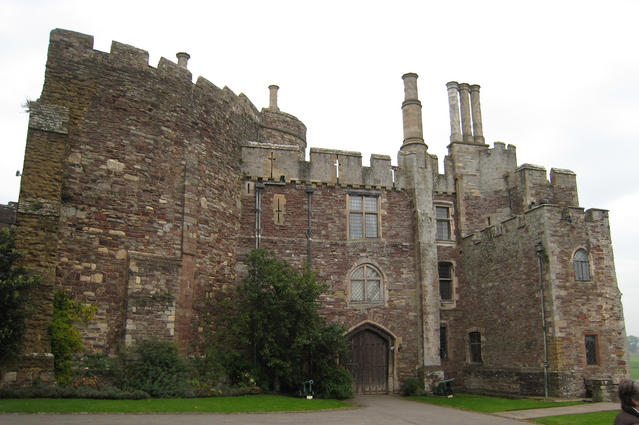
Castelo de Berkeley, Gloucestershire
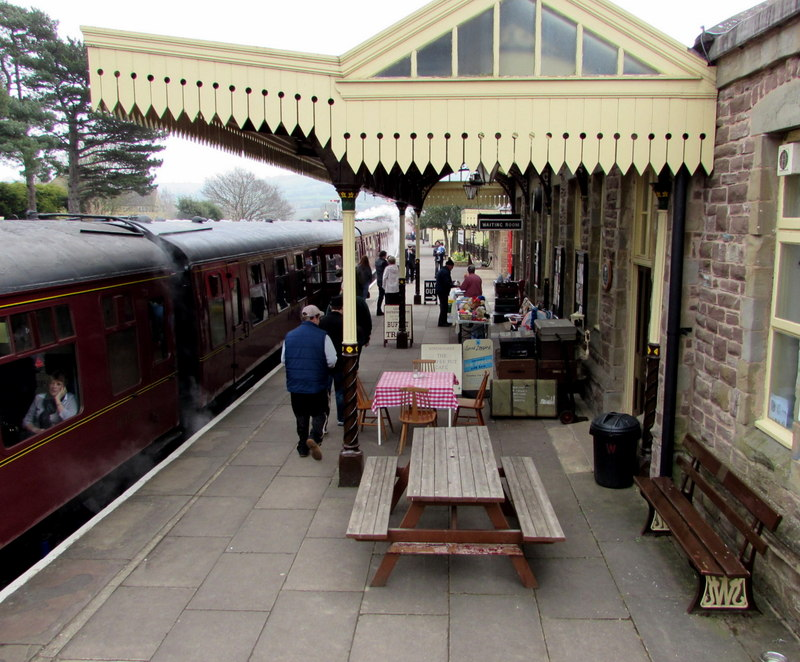
Estação Ferroviária de Winchcombe
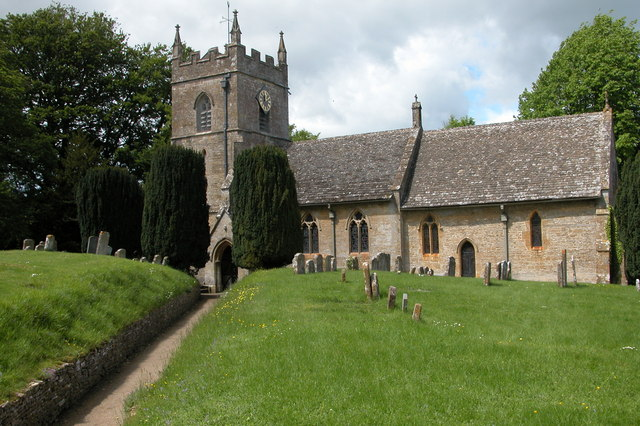
A Igreja de São Pedro em Upper Slaughter também era a igreja anglicana em Kembleford
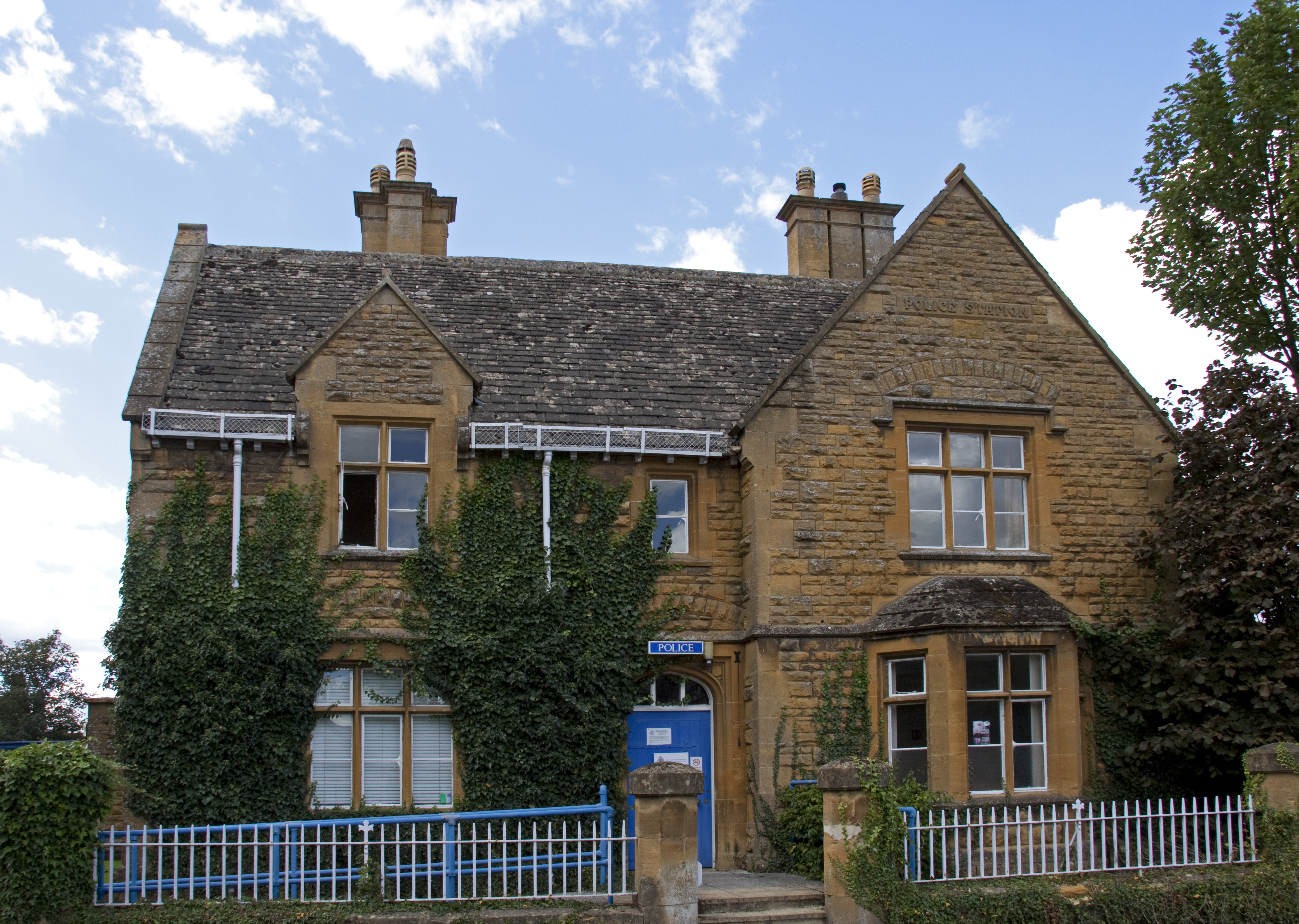
A antiga delegacia de polícia de Moreton-in-Marsh era conhecida como delegacia de polícia de Kembleford
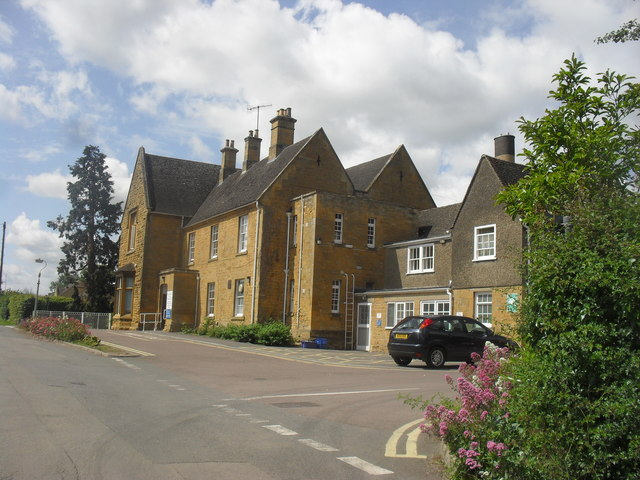
O antigo hospital Moreton-in-Marsh era a nova delegacia de polícia de Kembleford
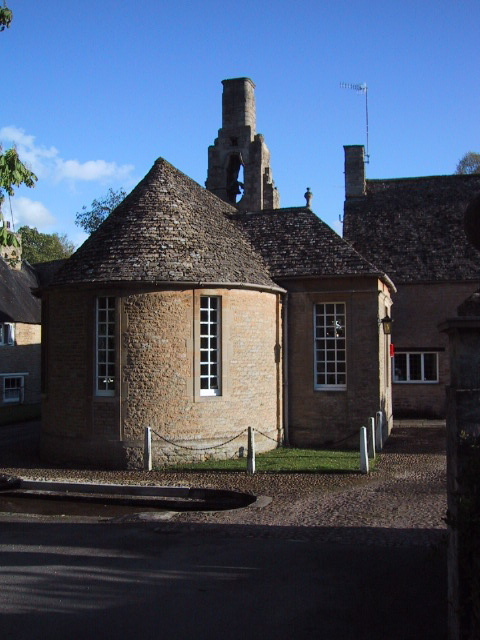
Centro da vila e salão da vila em Cornwell (delegacia de polícia de Kembleford na temporada 5)
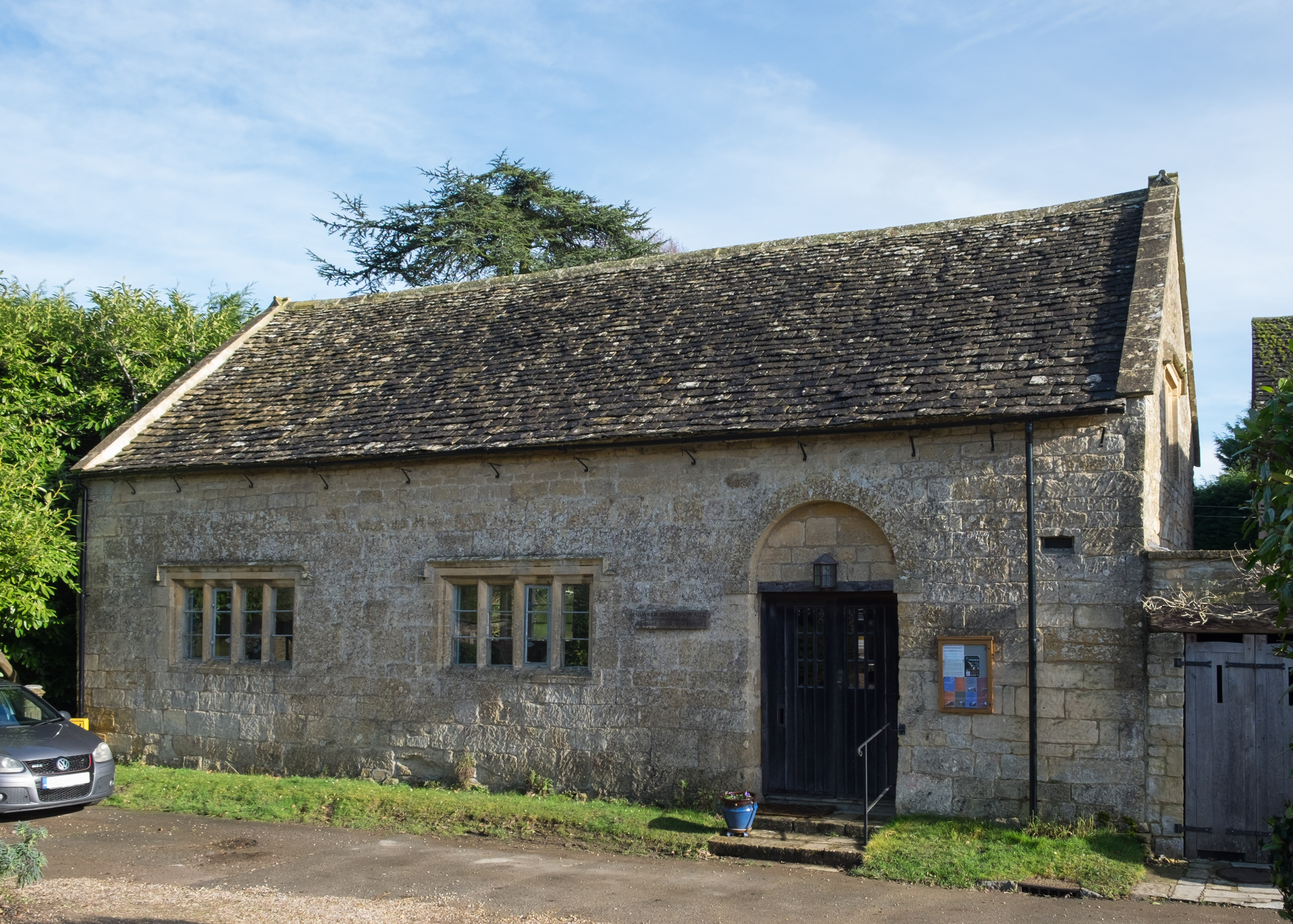
A Quaker Meeting House em Broad Campden é apresentada como Kembleford Parish Hall
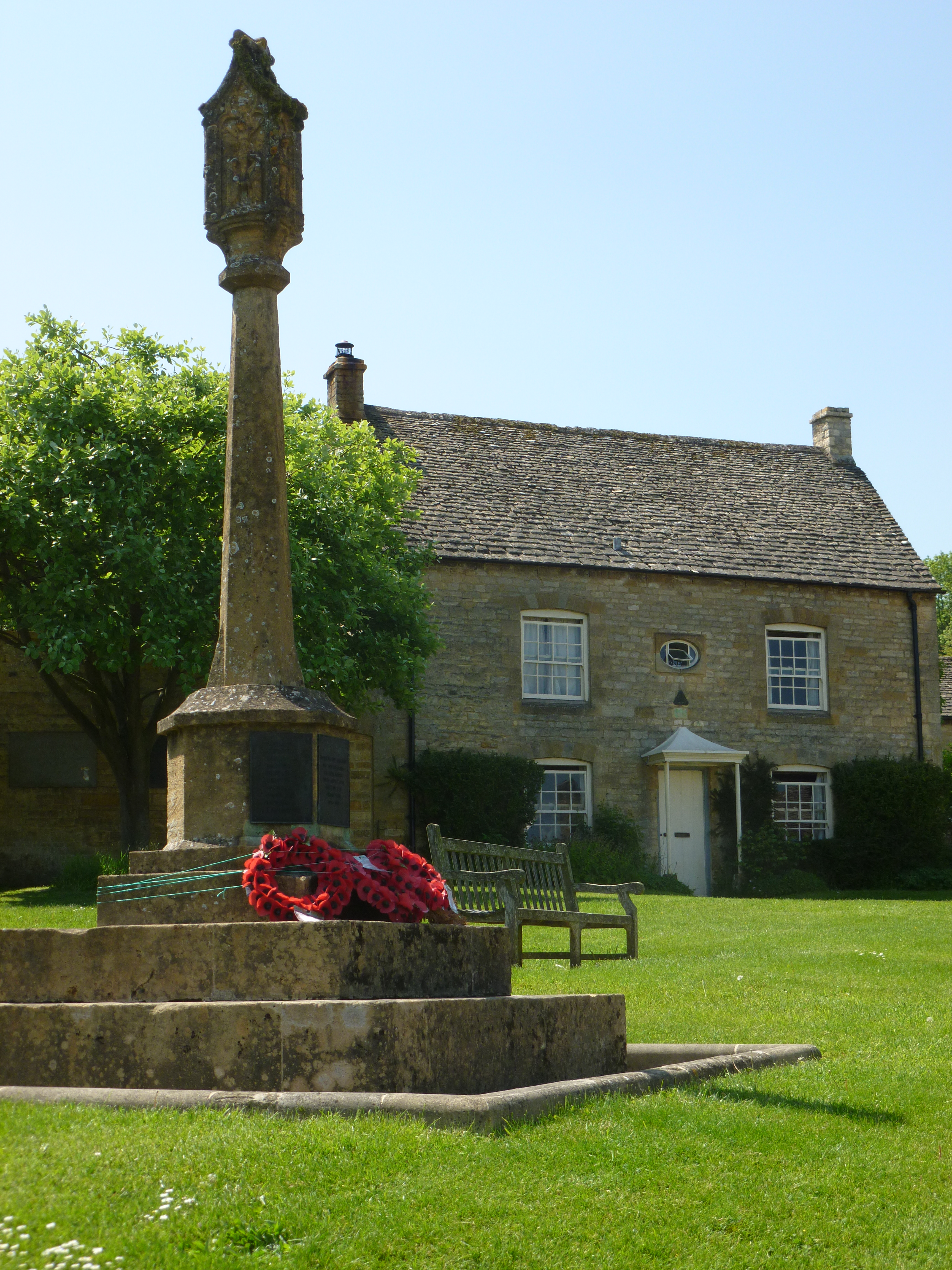
Guiting Power dobrou como parte de Kembleford
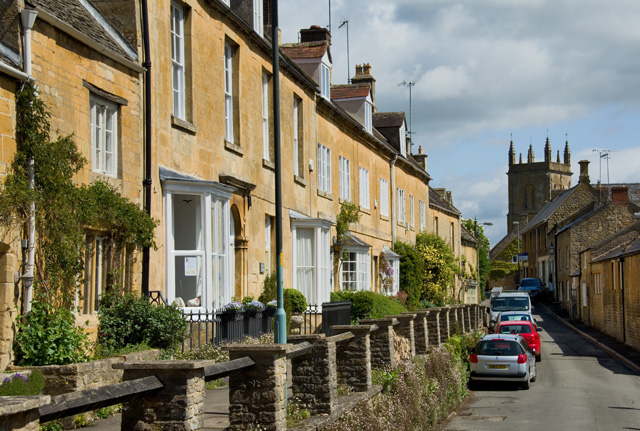
Rua principal, Blockley
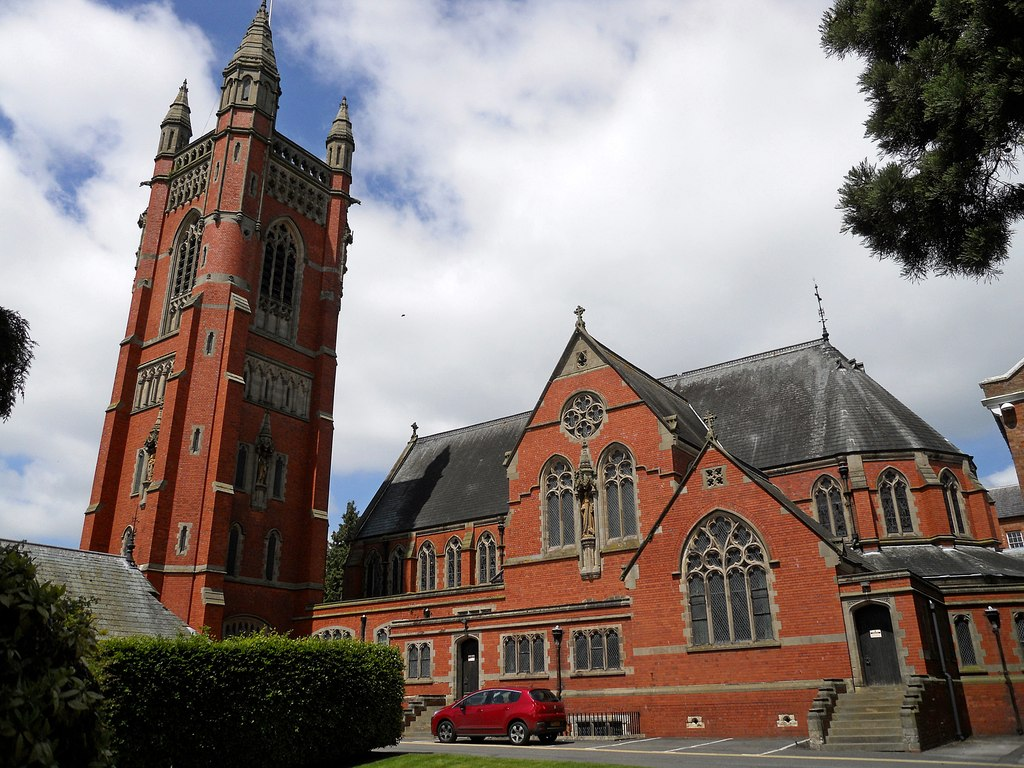
Faculdade de Princethorpe
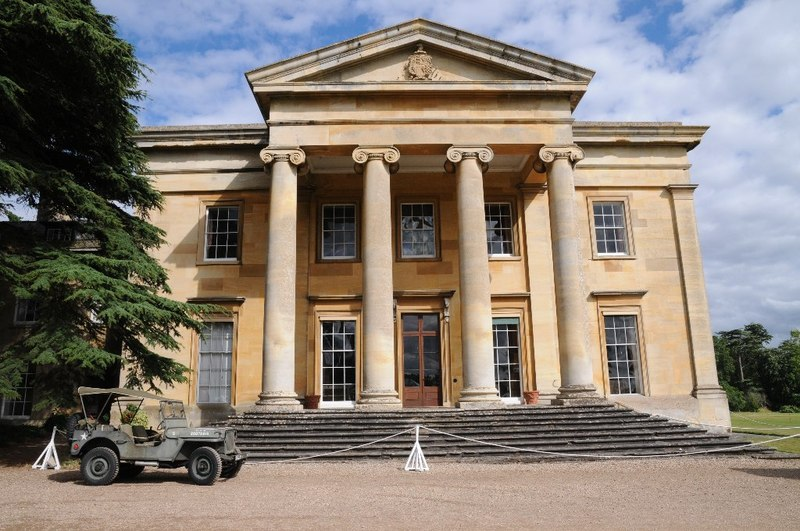
O Spetchley Park foi usado para "A Maldição de Amenhotep" (2015)
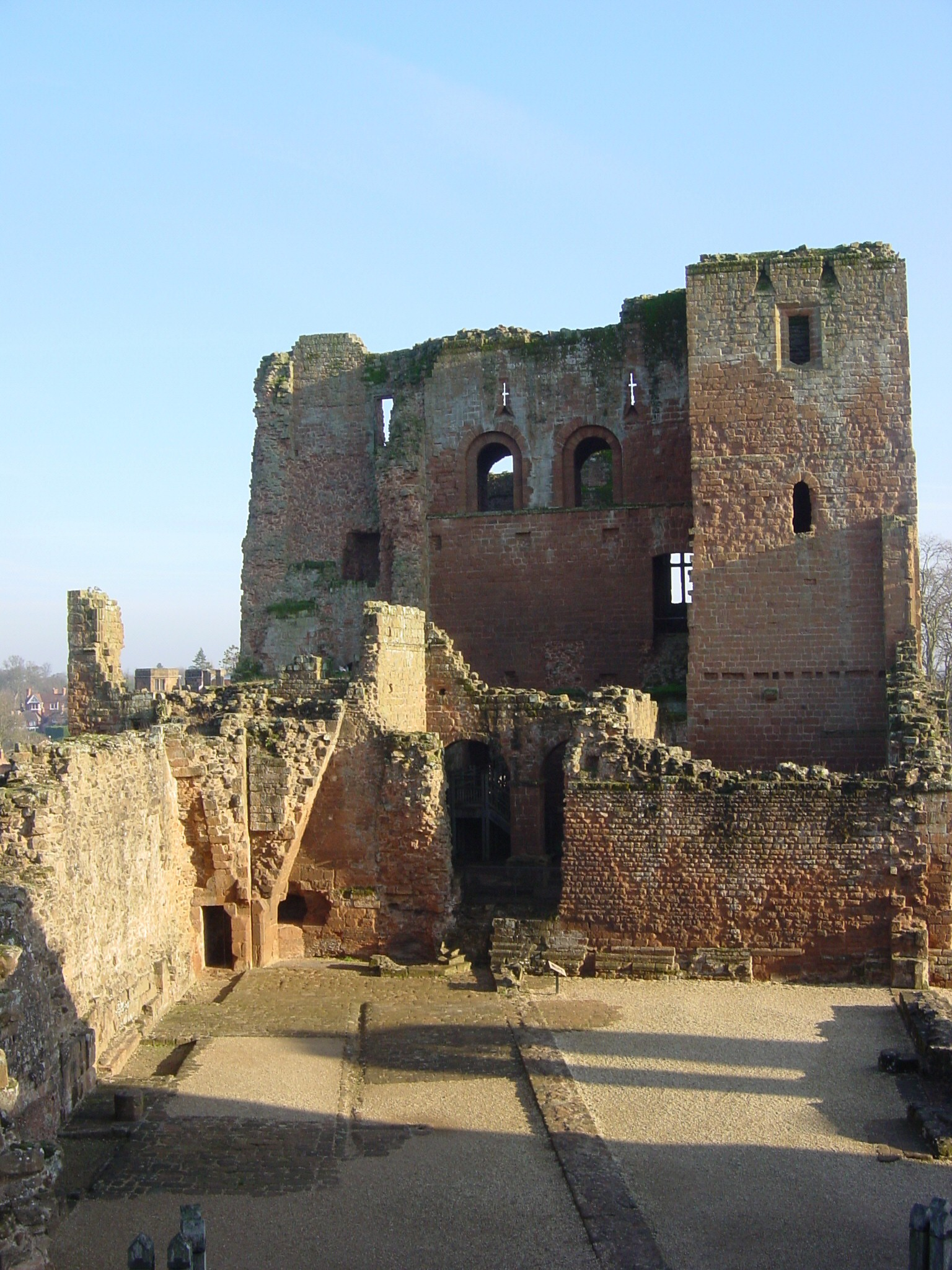
Castelo de Kenilworth
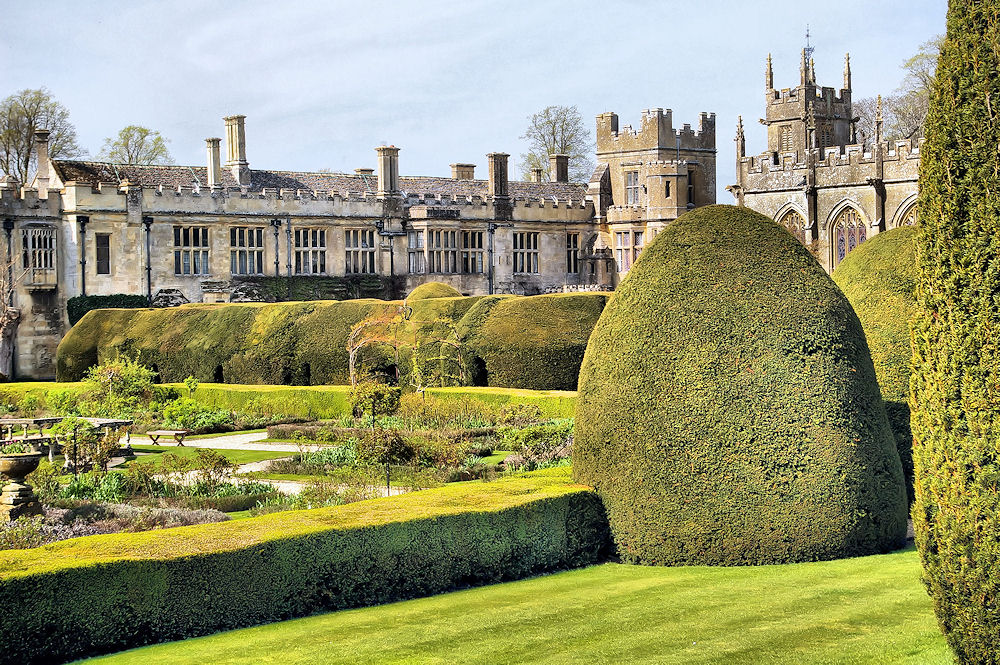
Castelo de Sudeley, Gloucestershire
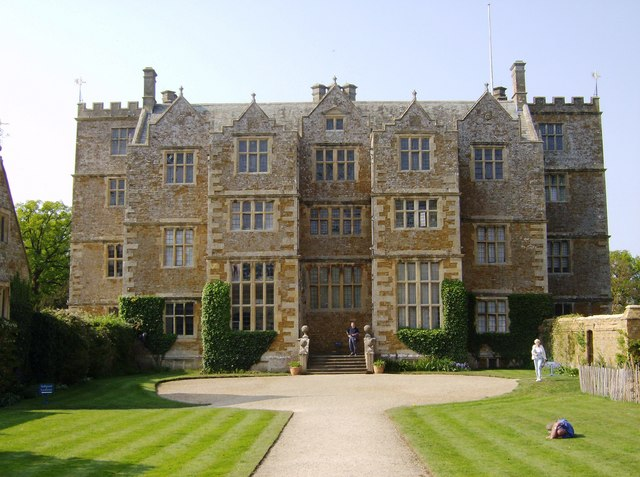
Casa Chastleton, Oxfordshire
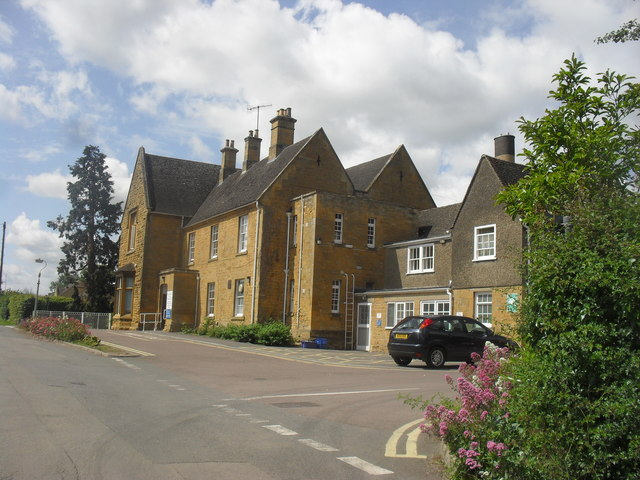
O antigo hospital em Moreton-in-Marsh
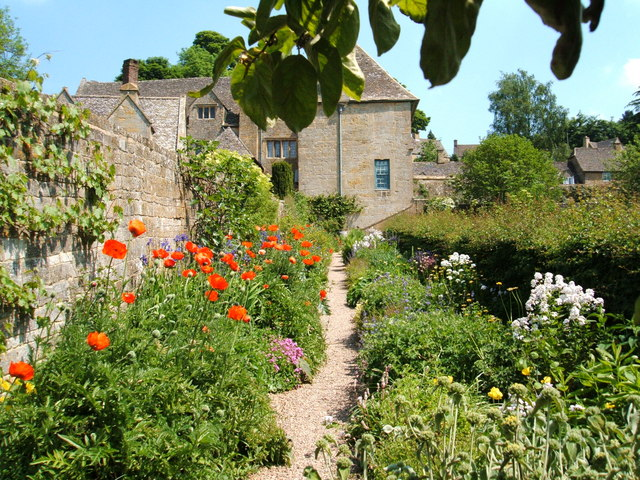
Jardim da Mansão Snowshill
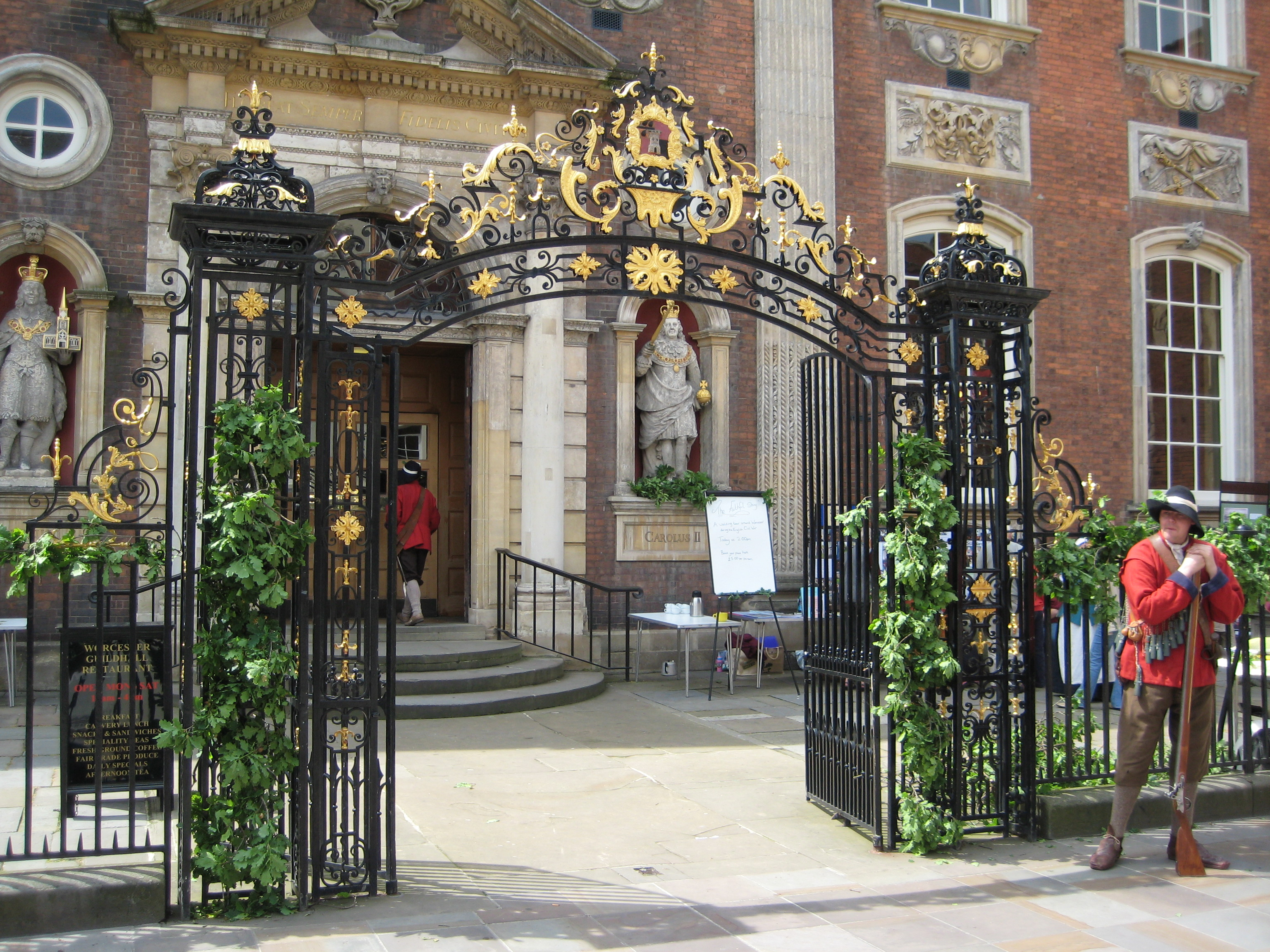
O salão da guilda de Worcester
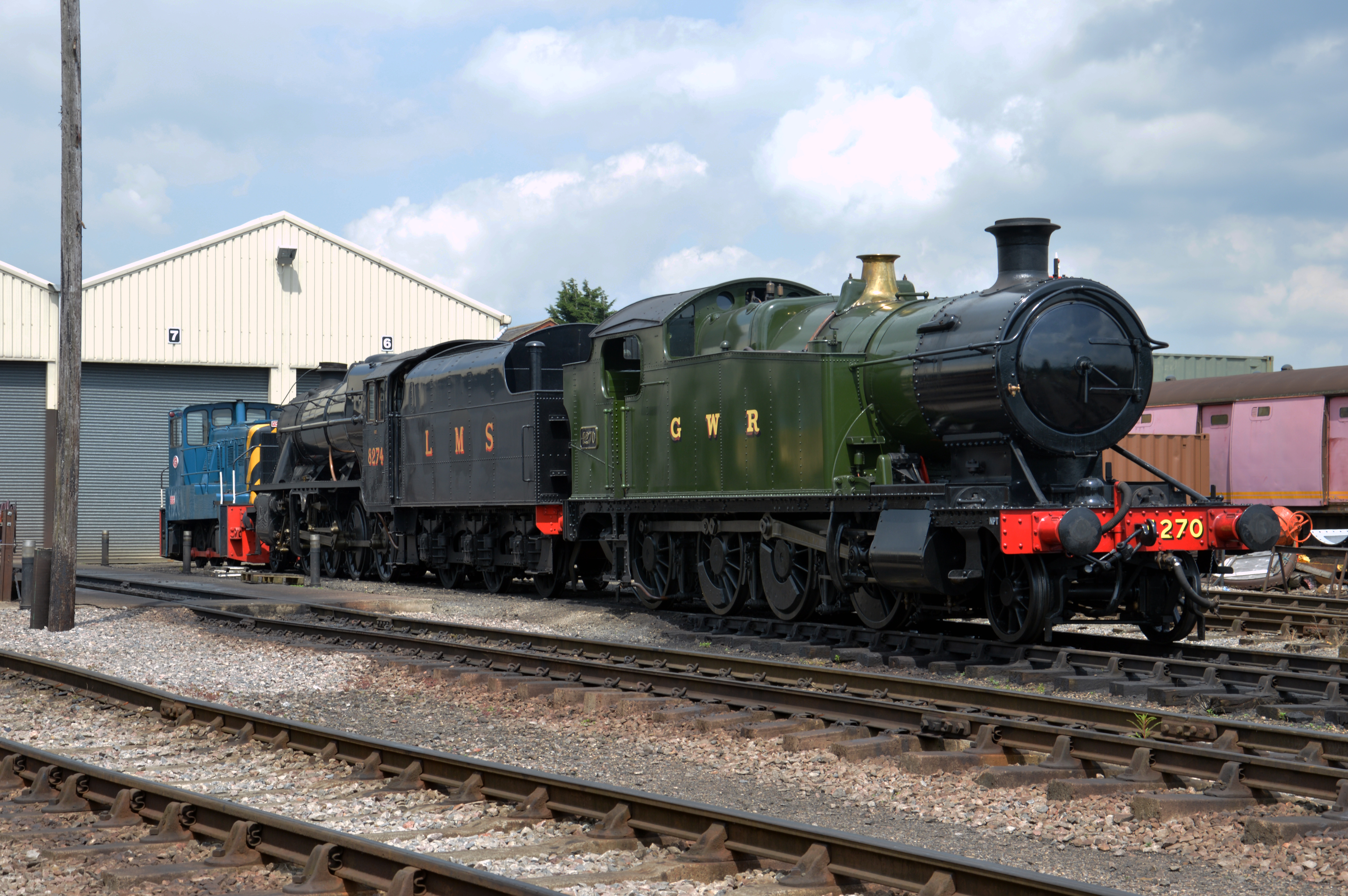
Ferrovia histórica de Gloucestershire e Warwickshire
Alscot Park

## Episódios
| Temporada | Temporada | Episódios | Episódios | Originalmente exibido | Originalmente exibido |
| Temporada | Temporada | Episódios | Episódios | Estreia da temporada  | Final da temporada    |
| --------- | --------- | --------- | --------- | --------------------- | --------------------- |
|           | 1         | 10        | 10        | 14 janeiro 2013       | 25 janeiro 2013       |
|           | 2         | 10        | 10        | 6 janeiro 2014        | 17 janeiro 2014       |
|           | 3         | 15        | 15        | 5 janeiro 2015        | 23 janeiro 2015       |
|           | 4         | 10        | 10        | 4 janeiro 2016        | 15 janeiro 2016       |
|           | 5         | 15        | 15        | 23 dezembro 2016      | 19 janeiro 2017       |
|           | 6         | 10        | 10        | 18 dezembro 2017      | 12 janeiro 2018       |
|           | 7         | 10        | 10        | 7 janeiro 2019        | 18 janeiro 2019       |
|           | 8         | 10        | 10        | 6 janeiro 2020        | 17 janeiro 2020       |
|           | 9         | 10        | 10        | 3 janeiro 2022        | 14 janeiro 2022       |
|           | 10        | 10        | 10        | 6 janeiro 2023        | 10 março 2023         |
|           | 11        | 10        | 10        | 5 janeiro 2024        | 8 março 2024          |
|           | 12        | 10        | 10        | 10 janeiro 2025       | ASA                   |

## Transmissão
A BBC Worldwide vendeu Father Brown para 232 territórios,  incluindo Austrália (ABC e 7TWO), Bélgica (VRT), Países Baixos (KRO-NCRV e BBC First), Espanha (Paramount Network), Portugal (FOX Crime), Finlândia (YLE), Suécia (TV8), Dinamarca (DR), Noruega (NRK), Estônia (ETV), Islândia ( RÚV), Polônia (BBC First, TVP2), Itália (LA7), Croácia (HRT) e Brasil (TV Cultura). Nos Estados Unidos, Father Brown foi vendido para 40 estações de televisão públicas, com um alcance de 30% de todos os lares com televisão nos EUA. As quatro primeiras séries foram adicionadas ao serviço de streaming Netflix em 31 de março de 2017.  As séries cinco e seis foram adicionadas posteriormente em 2019. 

## Spin off
Em janeiro de 2020, foi anunciado que a produção de uma série de dez episódios intitulada Sister Boniface Mysteries havia começado para o BritBox, o serviço de streaming. Lorna Watson retornou como Irmã Boniface. Ela interpretou a personagem em 2013 no episódio "The Bride of Christ" do Father Brown.  Foi confirmado que esta série iria ao ar no início de 2022, junto com a nona temporada da produção original.  Depois de estrear no BritBox, Sister Boniface Mysteries foi ao ar no Drama, com o DVD disponível a partir de 16 de maio de 2022. O spin-off foi renovado para segunda, terceira e quarta temporadas. 
Mark Williams faz uma participação especial, retomando seu papel como Padre Brown, no episódio 4 da 1ª temporada.

## Home media
Father Brown está disponível em DVD na Região 1 nos Estados Unidos e Canadá via BBC Video. No Reino Unido (Região 2), a série foi lançada pela Dazzler Media e está disponível em DVD e Blu-ray para todos os conjuntos individuais da série. Vários conjuntos com diversas séries também foram disponibilizados no Reino Unido. Na Austrália (Região 4), a série foi lançada originalmente pela Roadshow Entertainment para suas seis primeiras temporadas, antes que os direitos de distribuição fossem adquiridos pela Universal Pictures Home Entertainment para as temporadas subsequentes. No entanto, a Universal também adquiriu os direitos das seis primeiras temporadas para relançamento em DVD.
A série também está disponível em DVD na Holanda e na Alemanha.
| Temporada       | Lançamento                                                    | Lançamento                                            | Lançamento             | Lançamento             |
| Temporada       | Região 1                                                      | Região 2/B                                            | Região 4               | Região 4 (Reedição)    |
| --------------- | ------------------------------------------------------------- | ----------------------------------------------------- | ---------------------- | ---------------------- |
| Temporada 1     | 16 de setembro de 2014                                        | 7 de abril de 2014 (DVD) 19 de maio de 2014 (Blu-ray) | 4 de setembro de 2013  | 11 de dezembro de 2019 |
| Temporada 2     | 5 de maio de 2015                                             | 9 de junho de 2014                                    | 27 de agosto de 2014   | 8 de janeiro de 2020   |
| Temporada 3     | 5 de abril de 2016 (Parte 1) 13 de setembro de 2016 (Parte 2) | 30 de março de 2015                                   | 19 de agosto de 2015   | 8 de janeiro de 2020   |
| Temporada 4     | 13 de dezembro de 2016                                        | 21 de março de 2016                                   | 15 de junho de 2016    | 8 de janeiro de 2020   |
| Temporada 5     | 12 de dezembro de 2017                                        | 13 de fevereiro de 2017                               | 20 de setembro de 2017 | 11 de dezembro de 2019 |
| Temporada 6     | 11 de dezembro de 2018                                        | 12 de fevereiro de 2018                               | 6 de junho de 2018     | 20 de novembro de 2019 |
| Temporada 7     | 10 de dezembro de 2019                                        | 11 de fevereiro de 2019                               | 13 de novembro de 2019 | —                      |
| Temporada 8     | 8 de dezembro de 2020                                         | 10 de fevereiro de 2020                               | 28 de outubro de 2020  | —                      |
| Temporada 9     | 13 de setembro de 2022                                        | 14 de fevereiro de 2022                               | 31 de agosto de 2022   | —                      |
| Temporada 10    | 8 de agosto de 2023                                           | 13 de março de 2023                                   | ASA                    | —                      |
| Temporada 11    | 21 de maio de 2024                                            | 11 de março de 2024                                   | ASA                    | —                      |
| Adicionais      |                                                               |                                                       |                        |                        |
| Temporada 1–4   | —                                                             | 21 de março de 2016                                   | —                      | —                      |
| Especial (2016) | —                                                             | 27 de novembro de 2017                                | —                      | —                      |
| Temporada 1–6   | —                                                             | 12 de fevereiro de 2018                               | —                      | —                      |
| Temporada 5–8   | —                                                             | 10 de fevereiro de 2020                               | —                      | —                      |
| Temporada 1–8   | —                                                             | 10 de fevereiro de 2020                               | —                      | —                      |
| Temporada 1–10  | —                                                             | 2 de outubro de 2023                                  | —                      | —                      |

Notas
     = Indica disponibilidade somente em DVD
     = Indica disponibilidade em DVD e Blu-ray

### Streaming
Desde 2019, a série tem sido destaque no serviço de streaming Britbox na América do Norte.  No Brasil, a série está disponível no serviço de streaming Looke. 